# Varvarka

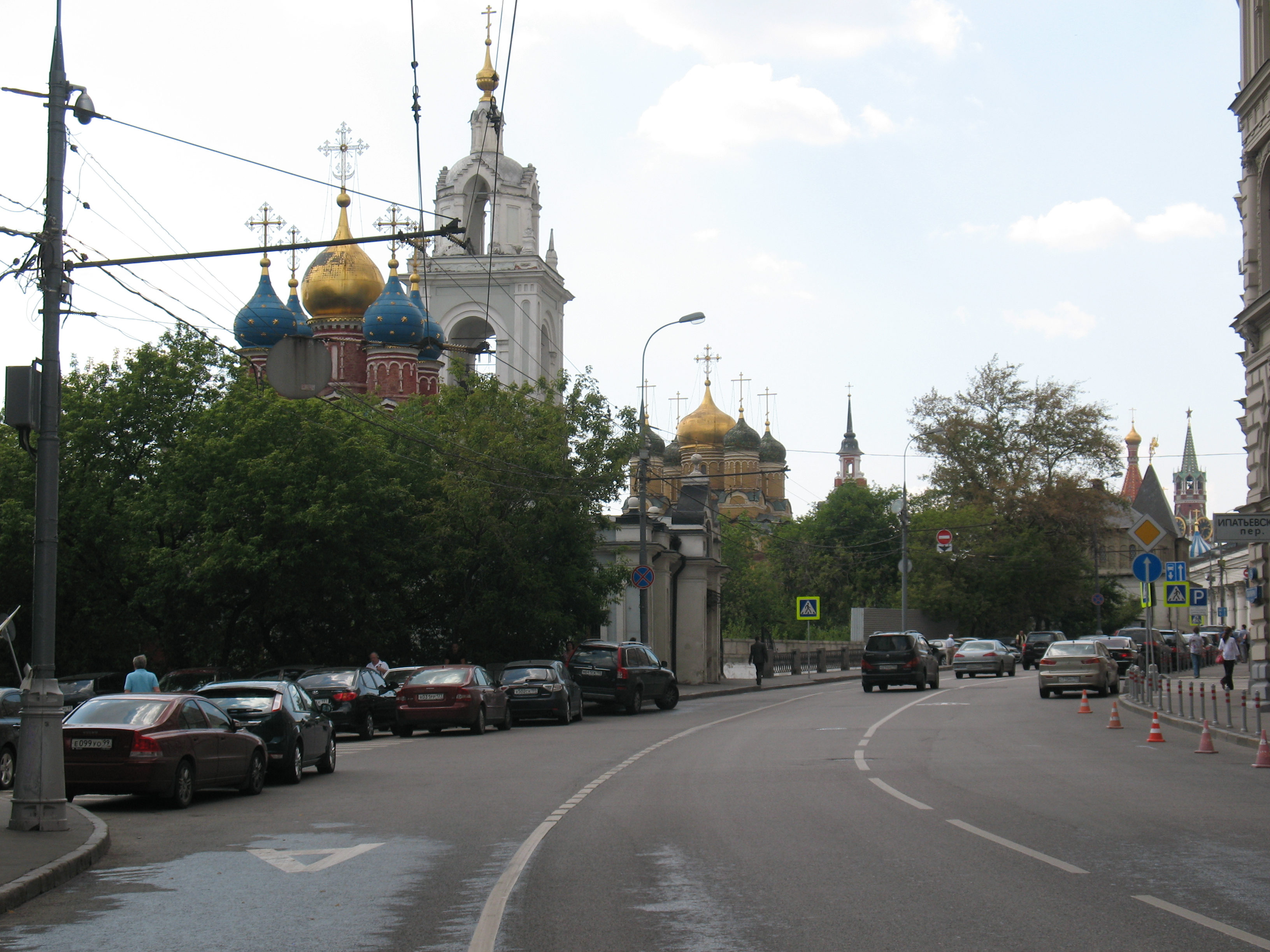
Vedere generală a străzii

Strada Varvarka (strada Varvarskaya, în 1933-1990 - Strada Razin) este o stradă din districtul administrativ central al Moscovei. Una dintre cele mai vechi și mai importante străzi din centrul istoric al Moscovei, situată în districtul administrativ central. Aceasta începe de la Piața Roșie și se întinde până la Piața Varvarskiye Vorota, traversând mai multe cartiere istorice, inclusiv Kitai-gorod⁠(d) și Zamoskvorechye.

## Etimologia numelui
Există mai multe teorii cu privire la etimologia numelui străzii Varvarka. Una dintre aceste teorii sugerează că numele ar proveni de la cuvântul rusesc "varit", care înseamnă "a fierbe" sau "a găti", deoarece pe această stradă se aflau atelierele și magazinele unde se fabricau și se vindeau o varietate de produse, inclusiv alimente și băuturi.
Cu toate acestea, există și o altă teorie care sugerează că numele străzii a fost derivat de la biserica Sfântul Varvara, care a fost construită pe această stradă în secolul al XIV-lea. Acest lucru ar putea explica de ce strada a fost numită Varvarka încă din secolul al XV-lea, cu mult timp înainte de redenumirea sa în Strada Razin în 1933.

## Istoric

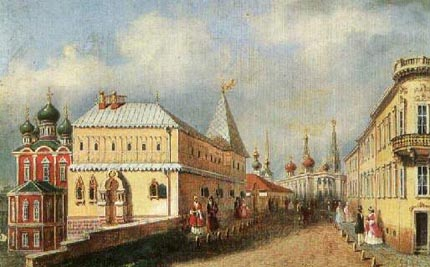
Varvarka și camerele boierilor Romanov în secolul al XIX-lea

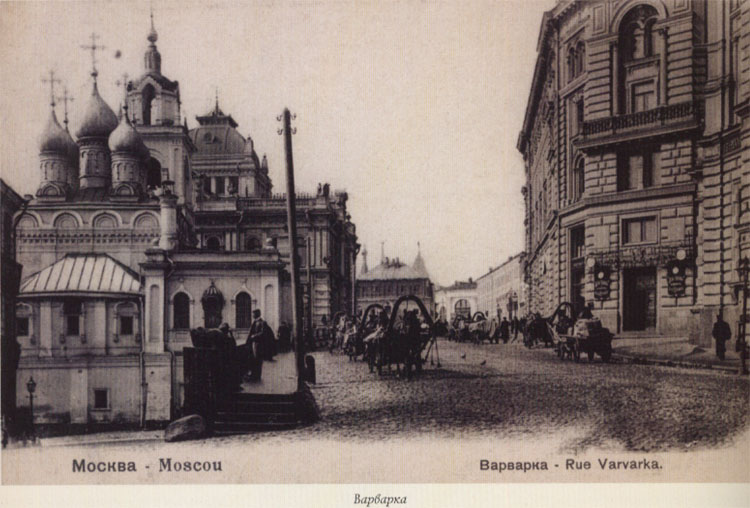
Varvarka circa 1900

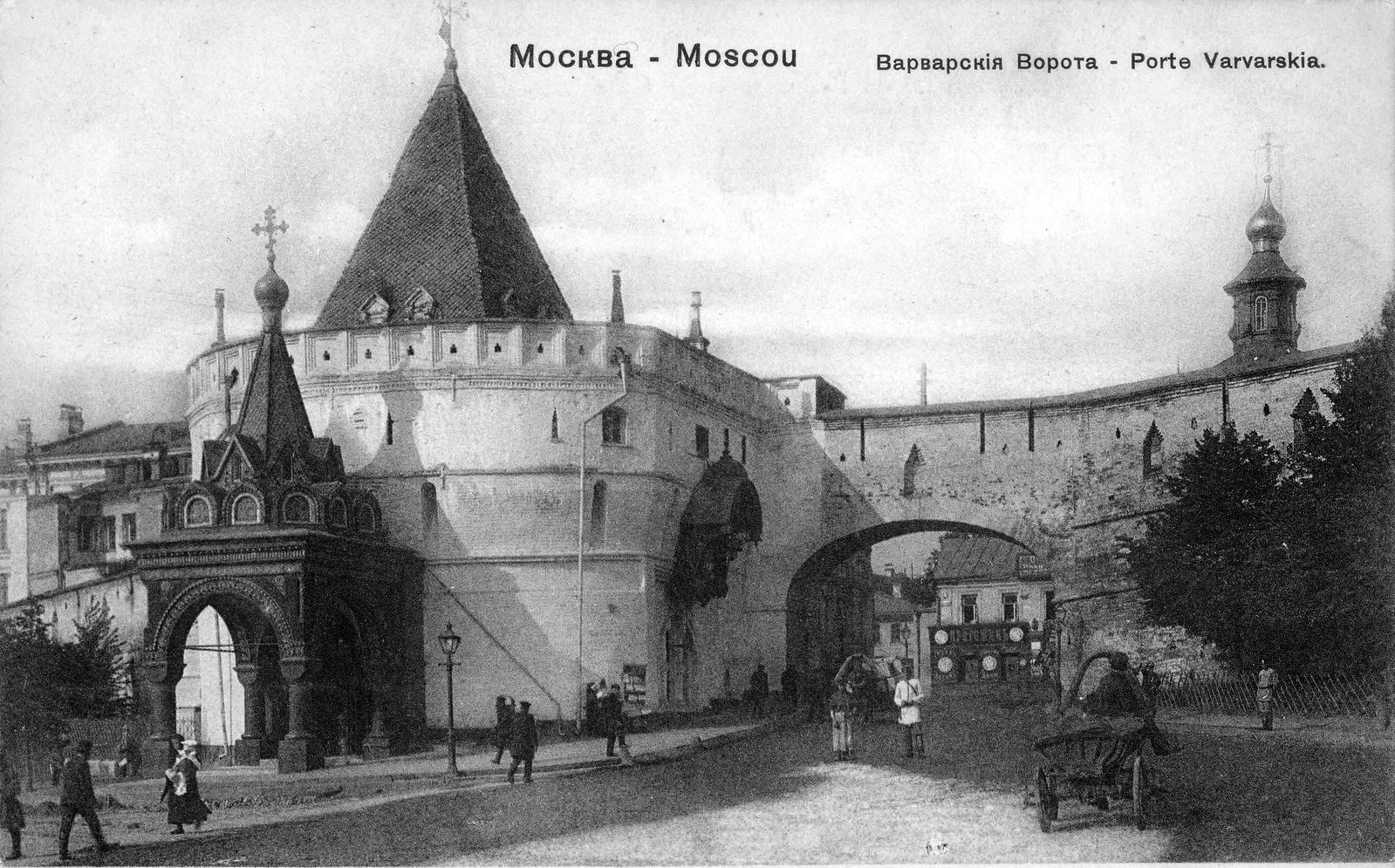
Poarta Varvarka la sfarsitul secolului al XIX-lea

Strada Varvarka a începea la Porțile Spassky ale Kremlinului și și se întindea de-a lungul crestei dealului de deasupra râului Moskva. Se crede că pe acest traseu trecea un drum străvechi către Vladimir, care era o importantă capitală a Rusiei de la începutul secolului al XII-lea până în secolul al XV-lea.  Se spune că prințul Dmitri Donskoy a intrat în Moscova pe această stradă în 1380, întorcându-se de la bătălia de la Kulikovo, ceea ce a contribuit la popularitatea numelui "Tuturor Sfinților".
În 1434, strada a fost redenumită "Varvarskaya" sau "Varskaya", deși motivul exact al acestei schimbări de nume nu este clar. 
Biserica de piatră a Sfintei Mare Mucenițe Barbara a fost construită în 1514 de către arhitectul italian Alevisio Novi, la comanda lui Vasili III, marele principe al Moscovei. Aceasta a fost construită în stilul arhitecturii bizantine târzii, cu elemente de arhitectură gotică, și a fost una dintre primele biserici din Moscova construite din piatră. 
Strada s-a dezvoltat ca un drum de-a lungul marginii dealului de deasupra râului Moskva, mergând de la Kremlin până la drumurile Vladimir, Riazan și Kolomenskoye. Boierii locuiau în suburbia de pe strada Varvarskaia, după cum o demonstrează muzeul - "Camerele boierilor Romanov". În același timp, era un cartier comercial în care se stabileau cei săraci, unde oamenii din toată Moscova convergeau pentru a cumpăra sau a vinde ceva în numeroase rânduri și tarabe.
În secolul al XVII-lea, strada Varvarka s-a mai numit Znamenskaya (după Mănăstirea Znamensky), care se afla în apropiere. Ulterior, strada a fost redenumită Bolshaya Pokrovka, după Biserica Mijlocirii Maicii Domnului de pe Dealul Pskov, care se afla tot în apropiere. Cu toate acestea, niciunul dintre aceste nume nu a prins rădăcini și strada a continuat să fie cunoscută sub numele de Varvarka.
În secolul al XVIII-lea, Varvarka a suferit o serie de transformări majore, inclusiv curățarea clădirilor dărăpănate, în ceea ce a fost numită o campanie de "curățare" a orașului. După incendiul din 1812, care a distrus o mare parte din centrul istoric al Moscovei, inclusiv clădirile de lemn de pe Varvarka, majoritatea caselor și magazinelor de pe această stradă au fost reconstruite în piatră.
După Revoluția din 1917, Varvarka (ca și alte zone din centrul orașului Moscova) a suferit o schimbare semnificativă. Multe din clădirile istorice au fost naționalizate și transformate în birouri și depozite ale noii puteri sovietice.  De exemplu, biserica Sfântul Nicolae din Varvarka a fost transformată într-un depozit de alimente, iar biserica Sfântul Gheorghe a fost folosită pentru diverse scopuri, inclusiv ca depozit de muniții și ca atelier de reparații pentru autoturisme.
În 1933, numele străzii Varvarka a fost schimbat în Strada Razin, în cinstea lui Stepan Razin, un lider al răscoalei țărănești din secolul al XVII-lea.
În 1934, zidul Kitaygorod, care a fost construit în secolul al XVI-lea pentru a proteja partea de est a Kremlinului, a fost demolat. Această breșă a fost transformată într-o piață, care a fost numită inițial Piața Nogin, după revoluționarul sovietic Nikolai Nogin.
În anii 1960, în timpul construcției Hotelului Rossiya, care a fost unul dintre cele mai mari hoteluri din lume la acea vreme, și a dezvoltării rezidențiale a zonei Zaryadye din Moscova, o mare parte din clădirile din partea de sud a străzii Varvarka au fost distruse. Cu toate acestea, au fost păstrate unele monumente de arhitectură antice și clădiri istorice, inclusiv casa de pe numărul 14 de pe Varvarka, care datează din secolul al XVII-lea și este una dintre cele mai vechi clădiri din Moscova. Această casă a fost restaurată și este acum utilizată ca sediu al Muzeului de Istorie și Cultură din Moscova⁠(d).

### Pe latura impară
- Nr. 1 - Clădirea de pe numărul 1 de pe strada Varvarka a fost construită între 1889 și 1893 de arhitectul rus R.I. Klein. Inițial, această clădire a fost proiectată pentru a găzdui magazine și afaceri comerciale de nivel mediu. În perioada sovietică, clădirea a fost ocupată de organizații militare. În 2007, clădirea a fost împrejmuită de-a lungul perimetrului, iar autoritățile din Moscova au anunțat planuri de a demola clădirile interne și de a le reconstrui prin analogie cu Gostiny Dvor, o clădire istorică din centrul Moscovei care găzduiește acum un centru comercial. Nr 3 - Clădirea Gostiny Dvor de pe strada Varvarka a fost construită între 1789 și 1805 de arhitectul italian Giacomo Quarenghi⁠(d), cu contribuții ulterioare ale arhitecților ruși I.V. Egotov, S. Karin și P. Selikhov. Această clădire imensă a fost proiectată să găzduiască o varietate de magazine și afaceri comerciale, fiind unul dintre cele mai mari centre comerciale din Europa la acea vreme. În anii 1990, clădirea Gostiny Dvor a fost restaurată și reconstruită pentru a deveni un centru comercial, hotelier și de divertisment modern, cu o suprafață totală de 81.600 metri pătrați.
- Nr. 5 - Casa de comerț Morozov de pe strada Varvarka a fost construită în 1864 de arhitectul rus A. K. Kaminsky. Această clădire istorică a fost proiectată pentru a fi folosită ca magazin și depozit pentru mărfuri. În prezent, clădirea este în proprietate privată și este utilizată ca spațiu comercial și de birouri. Este una dintre cele mai bine conservate clădiri istorice de pe stradă.
- № 7 - Casa comercială "Gospodăria Varvarinsky" de pe strada Varvarka au fost construite între 1890 și 1892 de arhitectul rus R.I. Klein. Această clădire a fost proiectată să găzduiască birouri și afaceri comerciale de nivel mediu, fiind una dintre primele clădiri moderne de pe Varvarka. În prezent, clădirea este ocupată de Întreprinderea Unitară de Stat Federal "Kremlin" și de filiala Comitetului Executiv al CSI la Moscova. Această clădire a fost renovată și modernizată în ultimii ani, iar aspectul ei istoric a fost păstrat în mare măsură.
- Nr. 9 - Biroul Asociației Fabricii Tver a familiei Morozov a fost construit între 1896 și 1898 de arhitectul rus A.V. Ivanov. Această clădire a fost proiectată ca sediu al afacerii familiei Morozov și a fost una dintre primele clădiri de pe Varvarka care a fost construită într-un stil neoclasic. În prezent, clădirea este utilizată ca birou și spațiu comercial, iar aspectul său istoric a fost păstrat în mare măsură. Această clădire este inclusă în lista patrimoniului cultural și istoric al Moscovei și este considerată un exemplu important de arhitectură comercială din secolul al XIX-lea în oraș. Nr. 11 -
- Nr. 11, clădirea 2 - Moșia Chirikov - Armand, construită în mijlocul secolului al XVIII-lea. Această clădire a fost reconstruită în 1894 de arhitectul rus B.N. Schnaubert. De-a lungul anilor, clădirea a fost folosită pentru diverse scopuri, inclusiv ca reședință nobiliară și ca magazin. În perioada sovietică, clădirea a fost folosită ca oficiu poștal și ca magazin de alimente.

- Nr. 15, Catedrala Nașterii Sfântului Ioan Botezătorul monument istoric și arhitectural important în Moscova.

Catedrala a fost construită în secolul al XVII-lea și reconstruită în 1741. În perioada sovietică, catedrala a fost închisă și a fost folosită pentru diverse scopuri, inclusiv ca depozit de cartofi și ca atelier de producție a filmelor. În prezent, catedrala a fost restaurată și este utilizată ca biserică ortodoxă, fiind inclusă în lista patrimoniului cultural și istoric al Moscovei.

### Pe latura pară
- Nr. 2 clădirea 1 - Biserica Marelui Mucenic Barbara și a fost construită între anii 1796 și 1804. Cunoscută pentru arhitectura sa neoclasică impresionantă, cu fațade bogat decorate și detalii arhitecturale deosebite, precum și pentru picturile sale interioare, care sunt considerate unele dintre cele mai frumoase exemple de artă religioasă din Rusia.

- Nr 4 - Biserica Maxim cel Fericitul. Biserică a fost construită în perioada 1698-1699 și este dedicată Sfântului Maxim cel Fericitul. În 1829, a fost construită clopotnița bisericii, care este considerată una dintre cele mai impresionante clopotnițe din Moscova. Această biserică este, de asemenea, cunoscută pentru faptul că a fost un important centru al mișcării revoluționare din Rusia, fiind locul unde a fost ținută prima adunare clandestină a Partidului Social-Democrat al Muncitorilor din Rusia în 1898.

- Nr. 4a - Curtea engleză veche⁠(d). Această clădire datează din secolul al XVI-lea și a fost construită pentru a servi drept camere ale Companiei Moscovei. În prezent, Curtea engleză veche face parte din complexul peisagistic și arhitectural al Parcului Zaryadye. În prezent, este deschisă pentru vizitare și este un important punct de atracție turistică în Moscova
- Nr. 6 - Clopotnița de pe Varvarka nr. 6 a fost construită în perioada 1784-1789 și este considerată una dintre cele mai impresionante clopotnițe din Moscova.

- Nr. 8 - Mănăstirea Znamensky, fondată în 1631.
- Nr. 8 clădirea 1 - Catedrala Icoanei Maicii Domnului. Această catedrală a fost construită în perioada 1678-1682, sub conducerea arhitecților F. Grigoriev și G. Anisimov. Catedrala a fost construită pe locul unei biserici mai vechi, care a fost distrusă în urma unui incendiu în anul 1677.

- Nr. 10 - Vechea Curte Suverană, care include și Camerele Romanov. Acestea datează din secolele XVI-XVII și au fost restaurate în anii 1850 de arhitectul F. F. Richter. Vechea Curte Suverană a fost reședința oficială a țarilor ruși până la sfârșitul secolului al XVII-lea
- Nr. 12 - Biserica Marelui Mucenic Gheorghe Biruitorul de pe Dealul Pskov (1657), clopotniță de la sfârșitul secolului al XVIII-lea.
- Nr. 14 - Clădirea 1 și 2, sunt o parte a complexului de clădiri care include și casa profitabilă a comerciantului primei bresle Zelik Persits. Această clădire a fost construită în 1909, sub conducerea arhitectului N. I. Zherikhov. Cunoscută pentru arhitectura sa neoclasică impresionantă, cu o fațadă bogat decorată și detalii arhitecturale deosebite. În prezent, clădirea este utilizată pentru diverse scopuri comerciale, găzduind magazine, birouri și alte afaceri. Ea este un important punct de atracție turistică în Moscova, oferind ocazia de a explora istoria și cultura orașului într-un cadru arhitectural impresionant.

## Strada în literatură și artă
- Varvarka a fost menționat în mod repetat în cântece. Există un cântec celebru despre cum „omul Kamarinsky” aleargă „de-a lungul străzii Varvarinskaya”. Una dintre romanțele urbane prerevoluționare începe cu cuvintele: „Mă plimbam pe strada Varvarka cu un bucătar cunoscut”.
- Celebrul proverb vechi de la Moscova „La Varvara pentru represalii” este legat de faptul că în secolul al XVII-lea a existat o hotărâre judecătorească acolo.
- Răscrucea de drumuri din Varvarka este reprezentată în mai multe picturi ale lui Apollinari Vasnețov.

## Transport
- Stația de metrou Kitay-gorod
- Autobuze m5, 158

## Galerie de imagini

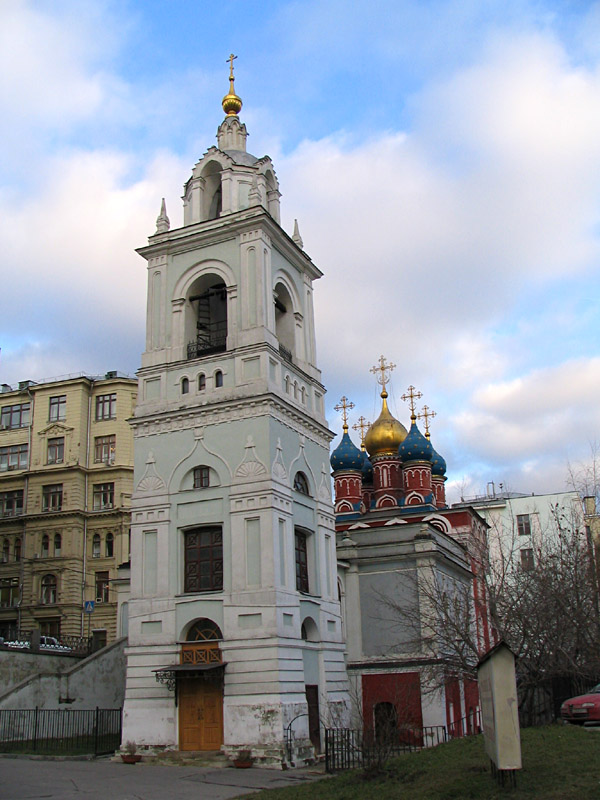
Biserica Sfântul Gheorghe
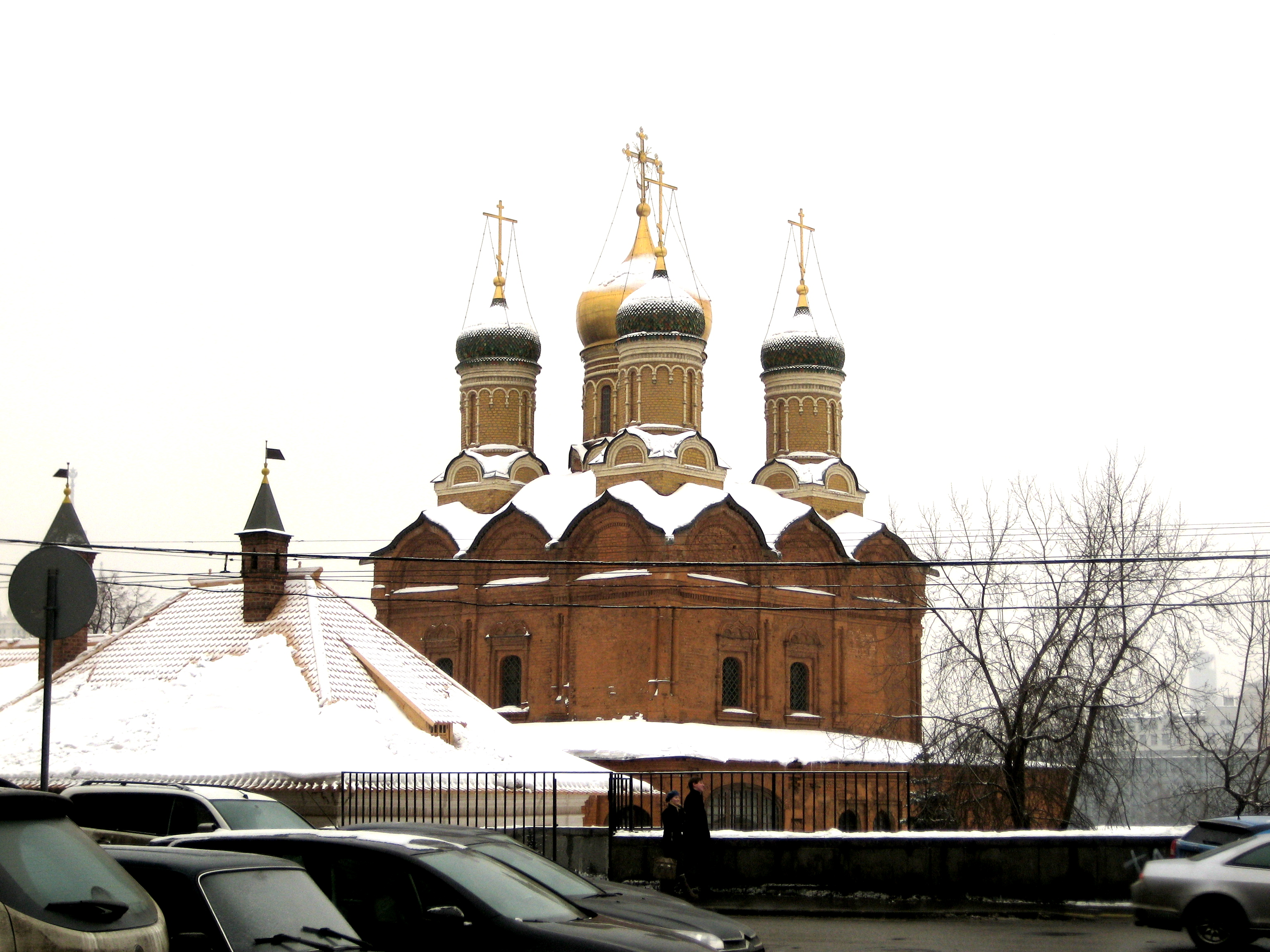
Catedrala Icoanei Maicii Domnului
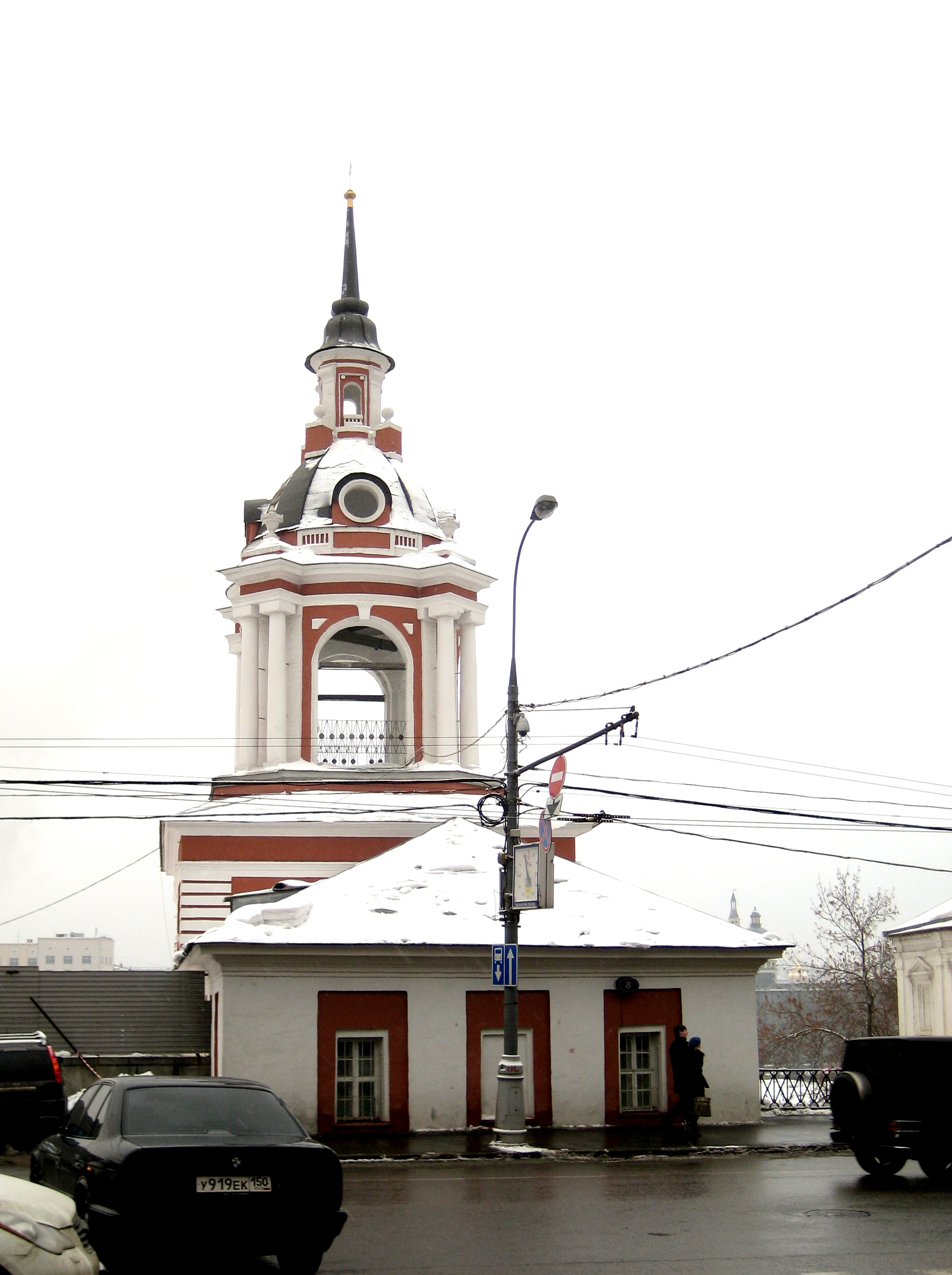
Clopotnița de la Mănăstirea Znamenski
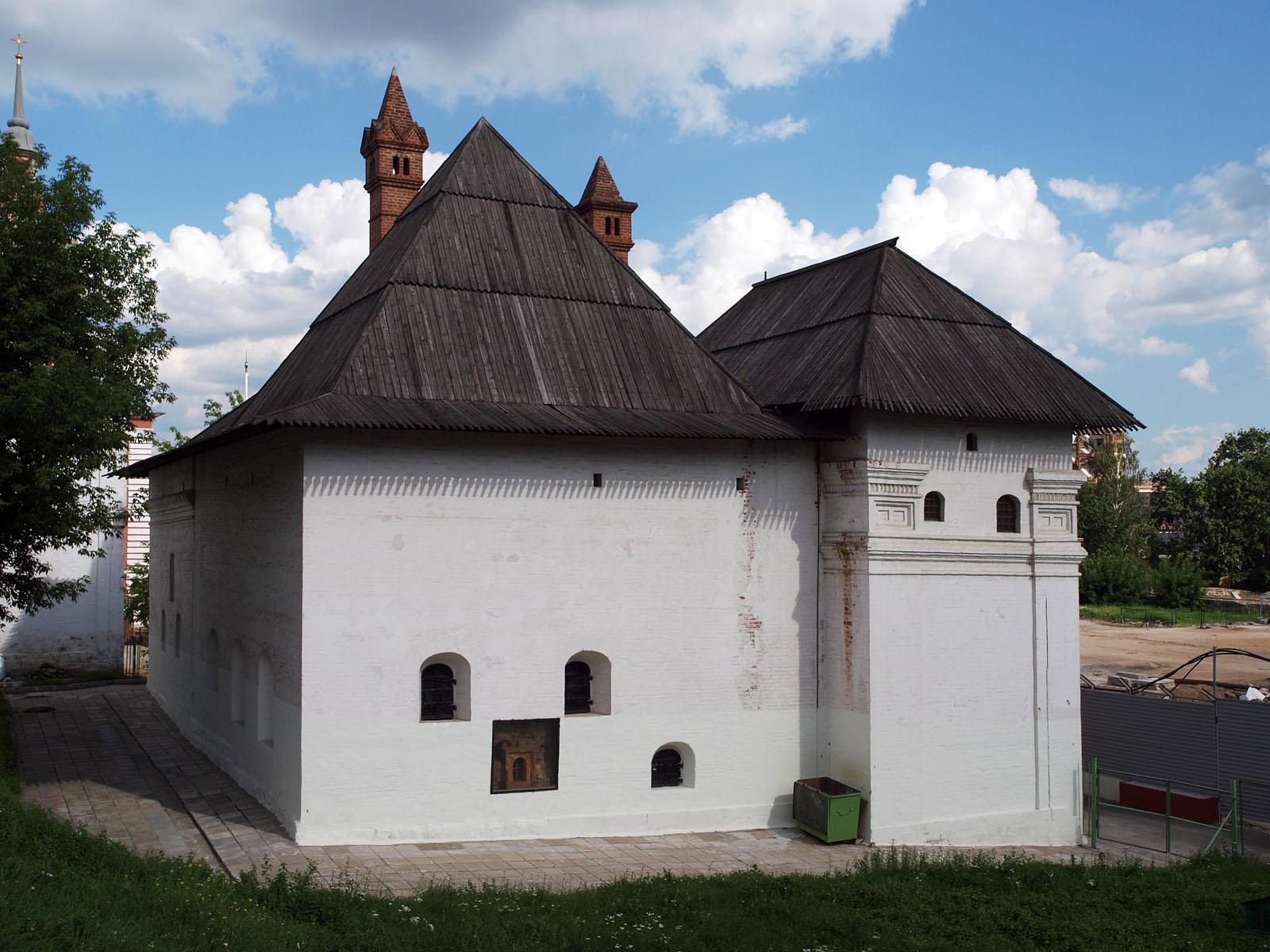
Curtea engleză